# Schiavon
Schiavon (S-ciaón in veneto) è un comune italiano di 2 558 abitanti della provincia di Vicenza in Veneto. 

## Origini del nome
L'origine del toponimo "Schiavon" è incerta. Sembra che derivi da Sclavonum, accrescitivo di slavus o sclavus. Non è però chiaro a quale gruppo etnico il toponimo si riferisca, perché compare già nel XII secolo; quindi non può riguardare un afflusso di persone di etnia slava favorita dalla Repubblica di Venezia nel XV secolo per ripopolare le campagne della terraferma.
Secondo un'altra ipotesi vi è una relazione con il torrente Chiavone visto che in passato la località era nota come Chiavón; in questo caso occorre però stabilire l'origine di questo nome.
Anche l'etimologia del toponimo della frazione "Longa" è incerta; anch'esso appare nel XII secolo, quasi sempre preceduto dall'articolo "la", ancora mantenuto nel parlare corrente. Forse deriva dal nome di una famiglia vicentina, quella dei Longo che vi possedeva, poco dopo il 1000, numerosi beni. Altra ipotesi è che indichi la strada lunga e diritta — per questo detta la Longa — che veniva da Vicenza.
In realtà deriva come molti altri toponimi veneti, dall'accorciato di Campi Longhi o Pezza Lunga o Longàre o Lòngara, cioè un grande campo esteso, ma soprattutto lungo; questi sono vicentini. Longarone il più famoso.

## Storia

### Epoca antica e Medioevo
Alcuni rilievi aerofotografici del territorio comunale lasciano supporre la presenza di una centuriazione in epoca romana; prima del XII secolo non vi sono però documenti o reperti che attestino la presenza di centri abitati a Schiavon o a Longa.
Del 1146 - periodo degli Ezzelini - è documentata una donazione al monastero di Campese di due mansi posti sul territorio di Schiavon.
Secondo il Regestum Possessionum Communis Vincentiae del 1262, il Comune di Vicenza possedeva a Schiavon … itero unum sedimen apud… a mane fossatum castri. Cinque secoli più tardi, ai primi dell'Ottocento, il Maccà, fa presente che ai suoi tempi un prato accanto alla chiesa parrocchiale era ancora denominato "Castellano". Questo dimostrerebbe che a Schiavon esisteva un castello, ma ne restano sconosciute le origini e le vicende. Considerato che la ecclesia S. Margarite de Sclavone è antichissima, si può però ipotizzare che si sia trattato della fortificazione della chiesa, creata nel X secolo all'epoca delle scorrerie degli Ungari. Nelle Rationes Decimarum del 1297 e del 1303 sono nominate le rispettive chiese di entrambe le località, elevate al rango di parrocchiali.
Il 4 aprile 1391 l'allora signore di Vicenza Giangaleazzo Visconti concesse alla nobile famiglia Palazzi il feudo gentilizio di Schiavon, del quale la famiglia percepì le decime sino al 1971.

### Epoca moderna e contemporanea
Nel 1404 anche Schiavon e Longa — ormai da oltre un secolo appartenenti al "contado" di Vicenza — insieme con la città entrarono a far parte della Repubblica di Venezia; per quattro secoli esse continuarono a essere due comunità rurali distinte, ciascuna guidata da un decano eletto dai capifamiglia e coadiuvato dai massari, che amministravano la parrocchia e talvolta fungevano da esattori di tasse.
Potenti e ricche famiglie dell'aristocrazia cittadina, come i Chiericati, acquisirono su questo territorio vaste proprietà e costruirono la propria residenza di campagna. La vita dei villici invece fu sempre difficile: oltre agli episodi di carestia e le epidemie, furono sempre assillati da tasse pesanti; anche la decima appariva penalizzante se nel 1471 a Longa si andava a rubare per pagarla, come appare da un documento notarile, mentre a Schiavon il malcontento per questo istituto di ordine feudale non era da meno.
Verso la metà del XVI secolo l'agricoltura e l'artigianato vennero incentivate, anche per merito di un provvedimento che Venezia assunse, istituendo nel 1556 un'autorità che provvedesse ad avviare la ricostruzione di argini e bacini; i nobili Mocenigo, Chiericati, Rossi ebbero la concessione per l'irrigazione dei campi sterili nei villaggi di Longa, Schiavon e Pozzo e la conseguente autorizzazione all'allestimento delle rogge.

### Simboli
Lo stemma e il gonfalone sono stati concessi con regio decreto del 30 marzo 1942.
Il gonfalone è un drappo di azzurro.

## Monumenti e luoghi d'interesse

### Architetture religiose
- Chiesa parrocchiale di Santa Margherita, a Schiavon.

L’edificio è stato ristrutturato tra la fine del XVII secolo e gli inizi del XVIII; notevoli gli altari marmorei del Settecento e la pala di fra Felice Cignaroli.
- Chiesa parrocchiale di San Giovanni Battista, a Longa.

Ricostruita nel secolo XIX, fu restaurata negli anni 1925-30. L’altare maggiore è settecentesco, ai lati due pale raffiguranti l'Annunciazione e Compianto del Cristo morto risalenti agli anni 30 del XX secolo; il vecchio campanile — che si trova sul luogo dove si trovava l'antica chiesa, al centro del cimitero — sembra risalire al XII secolo.
- Canonica di Longa.

In origine corte dominicale; all’edificio principale — riportato su una mappa del 1660 — sono stati aggiunti altri corpi tra i quali una bella barchessa del 1766; interessante anche il portale di accesso alla corte.

### Architetture civili
- Villa Chiericati Cabianca Lambert Showa.

Edificata nel Cinquecento e rimaneggiata verso la metà dell'Ottocento da Antonio Caregaro Negrin; all'interno conserva alcuni pregevoli affreschi attribuibili a Ludovico Pozzoserrato (sec. XVI). Aveva un oratorio dedicato all'Assunzione della Beata Vergine Maria, ora non più esistente.
- Villa Palazzi Basso Cuman, detta il "Palazzon".

Interessante edificio costruito verso la metà del Quattrocento attorno a un nucleo molto antico, forse una torre della fine del XIV secolo. Presenta i caratteri tipici della residenza rurale ispirata ai moduli del gotico veneziano. L’edificio è stato ristrutturato negli ultimi decenni.
- Villa Mascarello.

Costruita tra la fine del Cinquecento e gli inizi del Seicento.
- Villa Rota.

Piccolo edificio della prima metà del Settecento, opera di un modesto architetto che forse ristrutturò un edificio precedente.
- Villa Negri Zilio Feriani.

Edificio in origine di stile gotico, la cui ristrutturazione, rimasta incompleta, nella seconda metà del Cinquecento, tentò di trasformarla in stile neoclassico.
- Barchessa Cogo.

Grande barchessa, posta a est di villa Chiericati, ristrutturata per due volte nella seconda metà del Cinquecento, come ricordato dall’epigrafe latina sulla parete sud visibile da via Peraro.
- Villa Gilli Peron Ronco.

Di umile aspetto e di dimensioni ridotte non se ne conosce l’origine; probabilmente è del XVII secolo ed è possibile che facesse parte del complesso della vicina Villa Chiericati.
- Villa Perini Maragno.

Verso la metà dei Seicento vi abitava Girolamo Perini, esponente di una famiglia nobile locale.
- Ca' Poli.

Probabilmente cinquecentesca.
- Casale Bernardi.

Casa dominicale, al quale era annesso l'oratorio di San Francesco, ora scomparso; conserva nel portico un affresco del 1576 raffigurante la Madonna con il Bambino tra due santi.

## Società

### Evoluzione demografica
Abitanti censiti

## Cultura

### Istruzione
Nel Comune di Schiavon vi sono una scuola materna (privata) e due scuole elementari.
Nel capoluogo vi è anche la Biblioteca civica, che fa parte della rete di biblioteche vicentine.

## Geografia antropica
La sola frazione del comune di Schiavon è quella di Longa.
Altre località o contrade sono: Campogallo, Case sparse, Contra' Bosella, Contra' Scovazzolo, Roncaglia Vaccheria, Santa Corona.

## Infrastrutture e trasporti

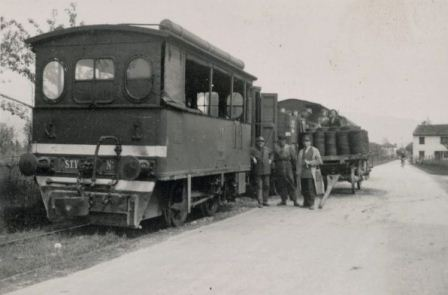
Tram a Schiavon all'inizio del XX secolo

Il comune è attraversato dalle strade provinciali 61 e 248.
Il trasporto pubblico a Schiavon è garantito da autocorse svolte dalla Società Vicentina Trasporti (SVT).
Fra il 1910 e il 1961 la città venne servita da una fermata posta sulla Tranvia Vicenza-Bassano del Grappa, gestita dalle FTV.

## Amministrazione
| Periodo | Periodo | Primo cittadino             | Partito | Carica                  | Note          |
| ------- | ------- | --------------------------- | ------- | ----------------------- | ------------- |
| 1808    | 1809    | Giuseppe Poli               |         | Sindaco                 |               |
|         | 1811    | Antonio Cogo                |         | Sindaco                 |               |
|         | 1817    | Camillo Chiericati          |         | Deputato comunale       |               |
|         | 1825    | Luigi Cogo                  |         | Deputato comunale       |               |
| 1843    | 1844    | Giovanni Borella            |         | Deputato comunale       |               |
| 1867    | 1884    | Valentino Silvagni          |         | Sindaco                 |               |
| 1884    | 1887    | Pietro Palazzi              |         | Sindaco                 |               |
| 1887    | 1920    | Giovanni Battista Boschetti |         | Sindaco                 |               |
| 1920    | 1926    | Giovanni Zanettin           |         | Sindaco                 |               |
| 1926    | 1935    | Amedeo Cogo                 | PNF     | Podestà                 |               |
| 1935    | 1936    | Beniamino Poli              |         | Commissario prefettizio |               |
| 1936    | 1943    | Beniamino Poli              | PNF     | Podestà                 |               |
| 1943    | 1943    | Vittorio Pasetto            |         | Commissario prefettizio |               |
| 1943    | 1944    | Luigi Grasso                |         | Commissario prefettizio |               |
| 1944    | 1944    | Ezio Filini                 |         | Commissario prefettizio |               |
| 1944    | 1945    | Giovanni Battista Binetti   |         | Commissario prefettizio |               |
| 1945    | 1946    | Bernardo Ave                |         | Sindaco                 |               |
| 1950    | 1953    | Giovanni Battista Dellai    |         | Sindaco                 |               |
| 1953    | 1954    | Bortolo Zanettin            |         | Sindaco                 |               |
| 1954    | 1956    | Luigi Bernardi              |         | Sindaco                 |               |
| 1956    | 1964    | Sante Cuman                 |         | Sindaco                 |               |
| 1964    | 1970    | Luigi Cogo                  |         | Sindaco                 |               |
| 1970    | 1975    | Angelo Passuello            |         | Sindaco                 |               |
| 1975    | 1979    | Giovanni Marcolin           |         | Sindaco                 |               |
| 1979    | 1985    | Aldo Squarzon               |         | Sindaco                 |               |
| 1985    | 1989    | Antonio Bianchi             |         | Sindaco                 |               |
| 1989    | 1999    | Luigi Brogliato             |         | Sindaco                 |               |
| 1999    | 2009    | Antonio Bianchi             |         | Sindaco                 |               |
| 2009    | 2021    | Mirella Cogo                |         | Sindaco                 | [ 23 ] [ 24 ] |

### Gemellaggi
- Monte Belo do Sul